# Lycaeides planorum
Lycaeides planorum är en fjärilsart som beskrevs av Alph. 1881. Lycaeides planorum ingår i släktet Lycaeides och familjen juvelvingar. Inga underarter finns listade i Catalogue of Life.